# محمد توبوز
محمد توبوز (بالتركية: Mehmet Topuz)‏ لاعب كرة قدم تركي، يلعب حاليا في نادي فنربخشة التركي في مركز خط الوسط، كما ويلعب في صفوف المنتخب التركي الأول لكرة القدم منذ عام 2006. محمد توبوز من مواليد عام 1983، وهو من اللاعبين الأساسيين في فريق فنربخشة.

## مسيرته الكروية
لعب محمد توبوز خلال مسيرته الاحترافية مع ناديين في ستة عشر موسمًا وسجل خلالها 54 هدفًا ضمن 379 مباراة. حيث فاز في ثلاثة مواسم بالكأس وفي موسمين بالدوري.
خاض محمد توبوز مسيرته مع نادي كايسري سبور في موسم 2000–01 ليلعب معه تسعة مواسم، مشاركًا في 227 مباراة سجل خلالها 47 هدفًا. ثم انتقل إلى نادي فنربخشة في موسم 2009–10 ليلعب معه سبعة مواسم، حيث شارك في 152 مباراة سجل خلالها 7 أهداف.

## روابط خارجية
- محمد توبوز على موقع الاتحاد الدولي (مؤرشف)  (الإنجليزية)
- محمد توبوز على موقع الاتحاد الأوربي (الإنجليزية)
- محمد توبوز على موقع اتحاد تركيا (لاعب) (الإنجليزية)
- محمد توبوز على موقع قاعدة بيانات كرة القدم.إي يو (الإنجليزية)
- محمد توبوز على موقع ناشيونال فوتبول تيمز (الإنجليزية)
- محمد توبوز على موقع Soccerway.com (الإنجليزية)
- محمد توبوز على موقع عالم كرة القدم.نت (الإنجليزية)
- محمد توبوز على موقع كووورة
- محمد توبوز على موقع AS.com (الإسبانية)